# Equus zebra
La cebra de montaña (Equus zebra) es una especie de mamífero perisodáctilo de la familia Equidae natural de África meridional (Namibia y Sudáfrica).

## Taxonomía
La cebra de montaña comprende dos subespecies:
- Cebra de montaña del Cabo (Equus zebra zebra)
- Cebra de montaña de Hartmann (Equus zebra hartmannae)

En 2004 C. P. Groves y C. H. Bell investigaron la taxonomía de las cebras (género Equus, subgénero Hippotigris). Concluyeron que la cebra de montaña del Cabo (Equus zebra zebra) y la cebra de montaña de Hartmann (Equus zebra hartmannea) son distintas, y sugirieron que las dos se clasificaran mejor como especies separadas, Equus zebra y Equus hartmannae.
Sin embargo, en un estudio genético sexual que incluyó doscientos noventa y cinco especímenes de cebra de montaña, Moodley y Harley (2005) no encontraron nada que apoye la separación de las dos poblaciones de cebra de montaña en especies separadas. Llegaron a la conclusión de que la cebra de montaña del Cabo y la cebra de montaña de Hartmann deberían permanecer como subespecies.
Esto es consistente con la tercera edición de Mammal Species of the World (2005), que enumera la cebra de montaña como una sola especie (Equus zebra) con dos subespecies.
En relación con los demás équidos, un estudio del ADN mitocondrial reveló que la cebra de montaña está más emparentada con el asno salvaje africano (Equus africanus) que con las demás cebras, aunque son necesarios análisis del ADN nuclear para aclarar las relaciones filogenéticas entre dichas especies.

## Características y comportamiento
Tienen rayas blancas y negras en todo el cuerpo menos en la barriga, que es blanca. Las rayas de las patas llegan hasta los cascos y tienen un dibujo en la grupa en forma de parrilla y papada, dos características que solo posee esta especie. El morro es de color negro y anaranjado.
Las cebras viven en grupos de entre cinco a diez individuos aunque se han visto grupos de hasta cincuenta ejemplares. Los machos adultos son solitarios. Pueden pasar varios días sin beber, aunque necesitan estar cerca del agua. No son animales territoriales pero los machos defienden a sus yeguas de otros sementales con furia. Se alimentan principalmente de pasto, aunque también ramonean. Las hembras tienen una única cría que nace con un peso de 35 kg, después de unos trescientos setenta y cinco días de gestación.